# Orthometopon turcicum
Orthometopon turcicum is een pissebed uit de familie Trachelipodidae. De wetenschappelijke naam van de soort is voor het eerst geldig gepubliceerd in 1941 door Karl Wilhelm Verhoeff.